# Westforschung
La Westforschung (recherche sur l'Occident) recouvre l'ensemble des recherches menées en Allemagne dans l'entre-deux-guerres. Les résultats de ces recherches ont pour objectif de fournir des arguments pour la révision des frontières occidentales du Reich définies par le Traité de Versailles.

## Constitution d'une discipline

### Une discipline politique
Les recherches sur l'Occident germanique se constituent alors que le Reich perd des territoires à l'Ouest, l'Alsace-Lorraine au profit de la France, les cantons d'Eupen et Malmédy au profit de la Belgique.
Ce courant de la recherche allemande bénéficie rapidement de relais dans le monde scientifique allemand de l'entre-deux-guerres. Ainsi, l'ensemble des instituts se mobilise pour mettre au jour des foyers de peuplement germanique, médiévaux ou antérieurs, en Alsace-Lorraine. 

## Instrumentalisation par le nazisme

### Mutation desWestforschungen
L'arrivée de Hitler au pouvoir incite les chercheurs allemands spécialisés dans ce domaine de recherche à multiplier les initiatives, non seulement en Alsace-Lorraine, mais aussi dans des régions de plus en plus éloignées de ces provinces.

### Justifier les projets d'annexion
Une fois la France défaite, Hitler ordonne au ministère de l'intérieur allemand de proposer plusieurs tracés pour la frontière franco-allemande, devant intégrer au Reich des territoires au Nord et à l'Est de la France pour des « raisons d'ordre historique, politique, ethnique, géopolitique ou encore stratégique ». 
Le tracé approuvé par Hitler fait correspondre la nouvelle frontière franco-allemande à la frontière entre la France et l'Empire telle qu'elle était à l'époque de Charles V. Cette frontière fixe également la frontière septentrionale sur la Somme et également le duché de Savoie au Reich.